# Acworth
Acworth és una població dels Estats Units a l'estat de Geòrgia. Segons el cens del 2005 tenia 17.428 habitants.

## Demografia
Segons el cens del 2000, Acworth tenia 13.422 habitants, 5.194 habitatges, i 3.589 famílies. La densitat de població era de 732 habitants per km².
Dels 5.194 habitatges en un 37,7% hi vivien nens de menys de 18 anys, en un 54,9% hi vivien parelles casades, en un 10,8% dones solteres, i en un 30,9% no eren unitats familiars. En el 23,5% dels habitatges hi vivien persones soles el 5,4% de les quals corresponia a persones de 65 anys o més que vivien soles. El nombre mitjà de persones vivint en cada habitatge era de 2,58 i el nombre mitjà de persones que vivien en cada família era de 3,08.
Per edats la població es repartia de la següent manera: un 27% tenia menys de 18 anys, un 9% entre 18 i 24, un 41% entre 25 i 44, un 15,7% de 45 a 60 i un 7,2% 65 anys o més.
L'edat mediana era de 31 anys. Per cada 100 dones de 18 o més anys hi havia 92,6 homes.
La renda mediana per habitatge era de 50.918 $ i la renda mediana per família de 55.163 $. Els homes tenien una renda mediana de 40.516 $ mentre que les dones 30.649 $. La renda per capita de la població era de 21.956 $. Entorn del 6,2% de les famílies i el 8,3% de la població estaven per davall del llindar de pobresa.

## Poblacions més properes
El següent diagrama mostra les poblacions més properes.